# Ostap Witaljewitsch Kowalenko
Ostap Witaljewitsch Kowalenko (russisch Остап Витальевич Коваленко, englische Transkription Ostap Kovalenko; * 1. März 2001 in Baschkortostan) ist ein russischer Tennisspieler.

## Karriere
Kowalenko, der aus Baschkortostan kommt und mit fünf Jahren Tennis zu spielen begann, hatte in seiner Zeit als Junior eine positive Match-Bilanz und erreichte mit Platz 326 in der Junior-Weltrangliste Ende 2018 seine beste Platzierung.
2018 begann er ein Studium in den Fächern Informatik und Mathematik an der Hofstra University im Bundesstaat New York. Dort spielte er auch College Tennis im Team der Hochschule. Bislang lautet dort seine Bilanz 12:5. Nachdem er noch kein weiteres Match auf Profiebene gespielt hatte, bekam er Anfang 2020 an der Seite seines Kommilitonen Shawn Jackson eine Wildcard für das Doppelfeld der New York Open zugesprochen, ein Event der ATP Tour. Gegen die Paarung aus Robert Lindstedt und Tennys Sandgren gelang ihnen nur ein Spielgewinn. In der Tennisweltrangliste war Kowalenko bislang nicht platziert.